# Agabus griseipennis
Agabus griseipennis är en skalbaggsart som beskrevs av Leconte 1859. Agabus griseipennis ingår i släktet Agabus och familjen dykare. Inga underarter finns listade i Catalogue of Life.